# George C. Pimentel
George Claude Pimentel (2 de mayo de 1922 – 18 de junio de 1989) fue el inventor del láser químico. También desarrolló la moderna técnica de aislamiento matriz en Química de baja temperatura. En Química teórica, propuso el enlace de tres centros y cuatro electrones que ahora se acepta como el mejor modelo sencillo para moléculas hipervalentes.
Fue alumno de la Universidad de California, Los Ángeles (graduado en 1943) y de la Universidad de California en Berkeley (doctorado en 1949), Pimentel comenzó a enseñar en Berkeley en 1949, donde permaneció hasta su muerte en 1989.

## Premios y honores
El Premio George C. Pimentel Award en Educación Química recibe ese nombre en su honor, así como la principal sala de conferencias de Química en Berkeley, llamada 1 Pimentel Hall.
- Premio Wolf en Química (1982)
- Medalla nacional de Ciencias (EE. UU.) (1985)
- Premio Welch (1986)
- Medalla Priestley (1989)